# Friedrichgymnasium (Altenburg)
Das staatliche Friedrichgymnasium Altenburg ist ein Gymnasium in Altenburg und wurde 1522 als Lateinschule Schola Altenburgensis gegründet. Sie lehrte bis 1947 Latein, Griechisch und Hebräisch. Sie ist die größte Bildungseinrichtung der Kreisstadt Altenburg.

## Geschichte
1522 wurde das heutige Friedrichgymnasium als städtische Lateinschule gegründet. Am 13. Mai 1713 wurde die Schule in Herzogliches Friedrichgymnasium umbenannt. Zwischen 1727 und 1729 wurde ein neues Gebäude der Schule an der gleichen Stelle errichtet. Dort blieb die Schule, bis sie 1841 in das ehemalige Josephinum in die Geraer Straße umzog. 1901 wurde ein weiteres Gebäude am Hospitalplatz errichtet. 1945 wurde die Schule durch die sowjetische Militäradministration in Deutschland wieder eröffnet. Zwei Jahre später wird die Schule zu einer Grundschule umgewandelt. Dabei wurden die zwei einzelnen Gebäude umbenannt. Das Gebäude in der Hospitalstraße wurde in Dr. Theodor Neubauer Oberschule umbenannt, und das Gebäude in der Geraer Straße erhielt den Namen Karl Marx.

### Jugendwiderstand gegen die SED-Diktatur

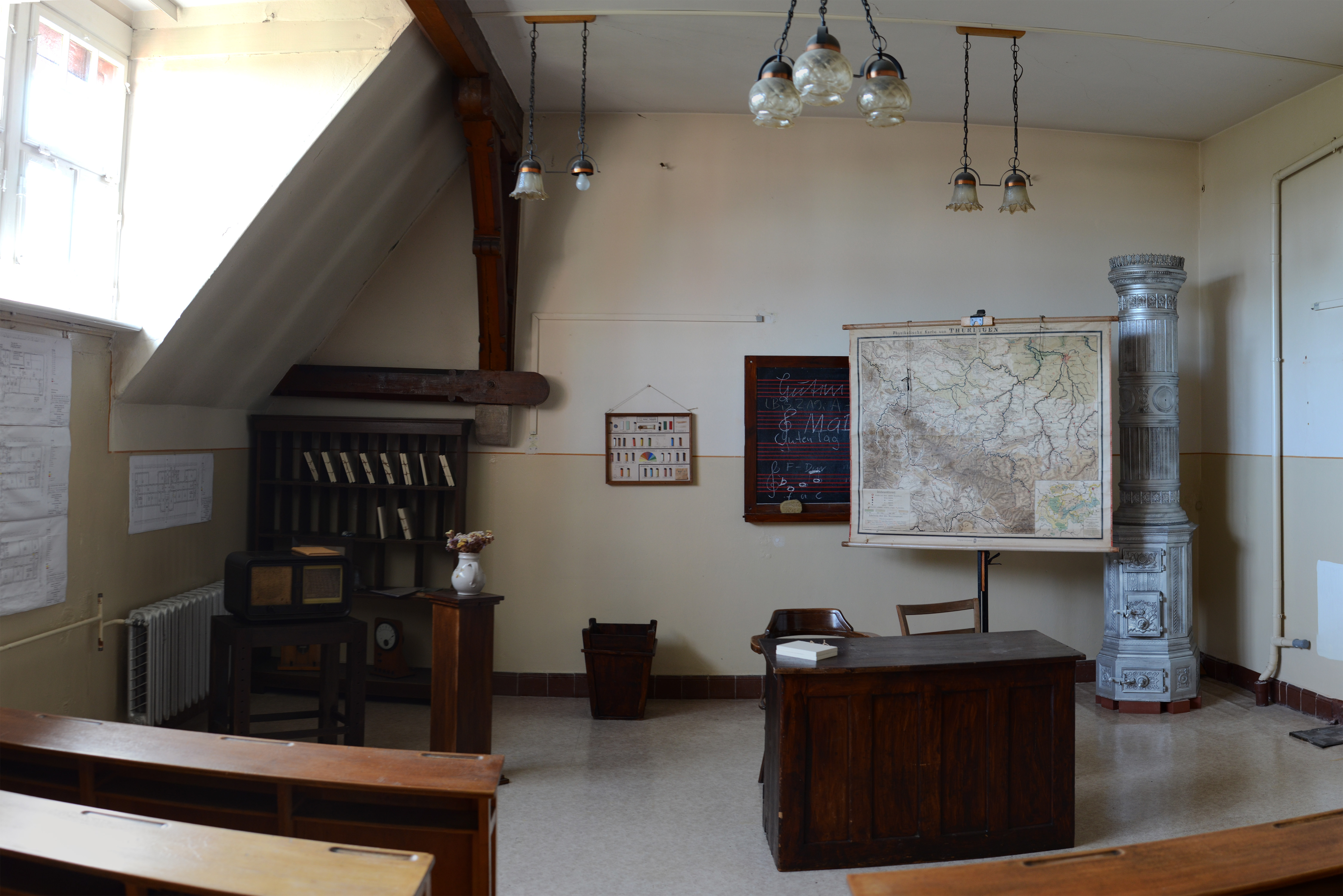
Das historische Klassenzimmer

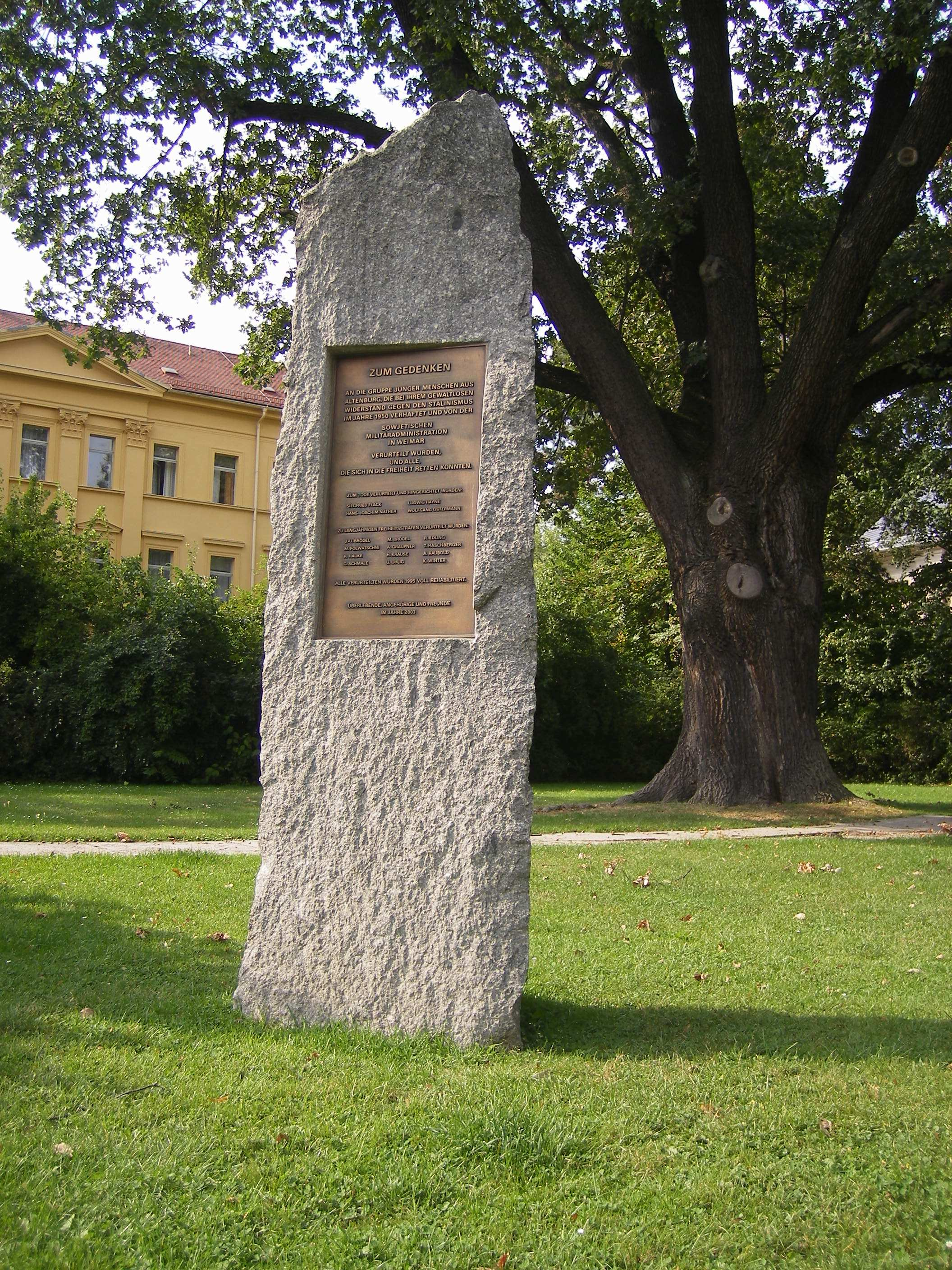
Denkmal in Altenburg auf dem Hospitalplatz für die zu Beginn der 1950er Jahre verurteilten und hingerichteten Jugendlichen

Die Karl-Marx-Schule stand 1949–1950 im Mittelpunkt des Jugendwiderstandes in Altenburg. Mehrere Schüler und Lehrer verteilten nach dem Vorbild der Weißen Rose Flugblätter und bauten einen Piratensender. Nachdem die Handelnden gefasst worden waren, wurden drei Oppositionelle, darunter die jugendlichen Lehrer der Karl-Marx-Schule Siegfried Flack und Wolfgang Ostermann sowie der Schüler Hans-Joachim Näther zum Tode verurteilt und hingerichtet. Der Direktor der Karl-Marx-Schule, Voß, wurde entlassen und floh anschließend in den Westen. Dem Schüler Ludwig Hayne gelang zunächst die Flucht nach West-Berlin. Dort besuchte er die Wirtschaftsoberschule Berlin-Charlottenburg und beteiligte sich weiter an Aktionen der Kampfgruppe gegen Unmenschlichkeit. Am 20. Juli 1950 wurde er von der DDR-Staatssicherheit auf dem Potsdamer Platz verhaftet, in das Gefängnis der Volkspolizei am Alexanderplatz gebracht und schließlich an die sowjetische Besatzungsmacht ausgeliefert. Ein sowjetisches Militärtribunal in Weimar verurteilte ihn am 21. Februar 1951 zum Tode. Hayne wurde am 28. April 1951 in Moskau hingerichtet. Eine Straße in Altenburg ist nach ihm benannt.

### Nach 1990
1991 wurden beide Schulen zusammengeführt und zu einem Gymnasium umfungiert. 1994 wurde die Schule in Friedrichgymnasium Altenburg umbenannt. Das Gebäude in der Geraer Straße wurde 1994 mit einem Umbau der Sporthalle und 1995 mit einem Neubau für eine Musikschule versehen. Nach der Schließung des Platanengymnasiums Altenburg 2002 wurden die verbleibenden Jahrgänge an das Friedrichgymnasium angegliedert. Bis 2005 hatte die Schule damit drei Gebäude zur Verfügung. Seitdem sind die Schüler jedoch nur noch in den Gebäuden in der Geraer Straße und Hospitalstraße untergebracht. Vor einigen Jahren wurde das zweite Gebäude abgegeben. Dabei handelt es sich um die Theodor-Neubauer-Schule.

## Außerunterrichtliches Engagement
Das Friedrichgymnasium nimmt seit Jahren an Schulolympiaden, Jugend forscht, Jugend trainiert für Olympia, Austauschprogrammen, Wettbewerben in speziellen Fachgebieten und weiteren Projekten teil. Eine weitere Abwechslung zum normalen Unterricht bieten diverse Projekte, die am Friedrichgymnasium durchgeführt wurden. Zu nennen wären hier ‚RiAL – Radeln im Altenburger Land‘, ein Projekt zum Thema Anne Frank oder das Comenius-Projekt. Auch das Schülerunternehmen Common S AG sticht hier hervor. An mehreren Wochentagen werden zusätzlich nachmittags Arbeitsgemeinschaften angeboten, wie zum Beispiel Chor oder Begabtenförderung Mathematik.

## Lehrer

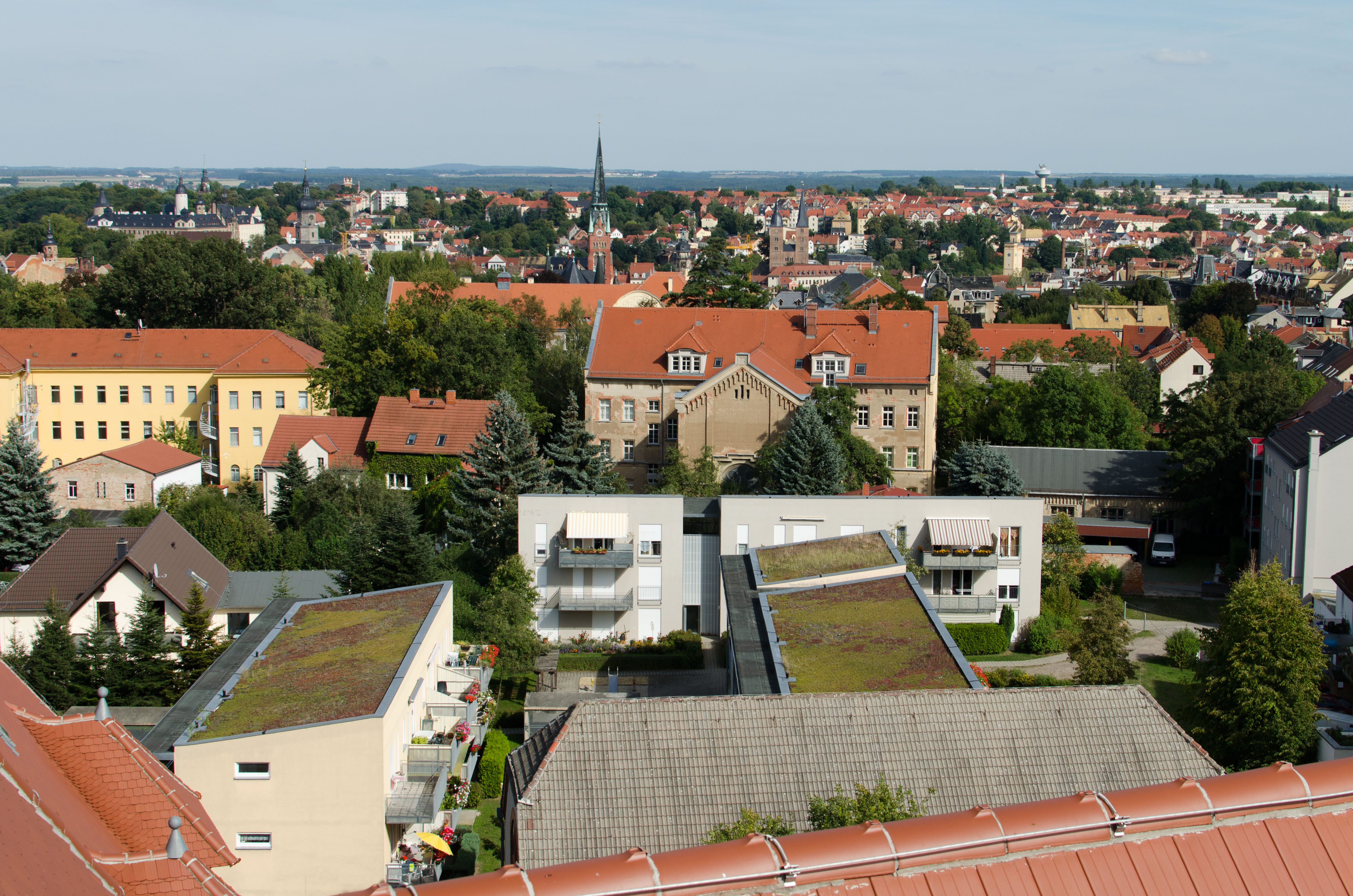
Blick von der Aussichtsplattform auf dem Dach der Schule

- Paul Martin Sagittarius (1645–1694), Theologe, von 1669 bis 1679 Rektor
- Johann Christoph Wentzel (1659–1723), Mediziner, Rektor
- Johann Heinrich Acker (1680–1759), Philologe, Rektor
- Samuel Benjamin Reichel (1716–1793), Theologe, Rektor
- Johann Gottlob Ludwig Ramshorn (1768–1837), Altphilologe, erster Professor
- August Heinrich Matthiä (1769–1835), Altphilologe, Direktor
- Hermann Kluge (1832–1914), Gymnasialprofessor für Religion, Bibliothekar und Literaturhistoriker
- Gustav Plaehn (1859–1934), Altphilologe, Oberlehrer und Gymnasialprofessor (1885–1905)

## Absolventen
- Paul Martin Sagittarius (1645–1694), Pädagoge, Geistlicher und Theologe
- Salomo Jakob Morgenstern (1708–1785), Historiker, Geograph und Hofnarr
- Gottfried Tauber (1766–1825), Instrumentenhändler und Optiker in Leipzig
- Johann Severin Vater (1771–1826), Theologe und Sprachforscher
- Friedrich Christoph Förster (1791–1868), Historiker und Dichter
- Franz Schwepfinger (1801–1871), Theologe, Pädagoge und Politiker, Landtagsabgeordneter und Landtagsvizepräsident im Herzogtum Sachsen-Altenburg
- Friedrich Adolf Heinichen (1805–1877), Klassischer Philologe, Gymnasiallehrer und Fachautor
- Julius Löbe (1805–1900), Linguist und Theologe
- Moritz Laurentius (1821–1891), Oberbürgermeister und Polizeidirektor von Altenburg, Landtagsabgeordneter (Herzogtum Sachsen-Altenburg), Ständiger Stellvertretender Chef des Herzoglichen Ministeriums
- Gustav Oßwald (1836–1914), Oberbürgermeister von Altenburg
- Georg von der Gabelentz (1840–1893), Sprachwissenschaftler und Sinologe
- Ernst Trömner (1868–1930), Neurologe
- Fritz von Borries (1892–1983), Komponist, Kapellmeister und Musikpädagoge
- Heinrich Frieling (1910–1996), Zoologe und Farbwissenschaftler
- Christoph Zippel (* 1982), Politiker, Mitglied des Thüringer Landtags